# Шуамта
Шуамта (груз. შუამთა) — село в Грузії.
За даними перепису населення 2014 року в селі проживає 1307 осіб.